# Paolo Sica
Paolo Sica (Livorno, 30 aprile 1935 – Parigi, 27 settembre 1988) è stato un architetto e urbanista italiano.

## Biografia
Trascorse gli anni della fanciullezza a Firenze, eccetto una breve parentesi romana durante il periodo bellico, e si laureò nel 1960 presso la facoltà di architettura con Ludovico Quaroni. La sua formazione continuò a Londra, dove lavorò presso il London County Council e negli Stati Uniti, dove nel 1962 conseguì un Master degree presso l'Università dell'Illinois a Urbana.
Tornato a Firenze, divenne assistente di Edoardo Detti, partecipò a concorsi di architettura e urbanistica, collaborò alla stesura del Piano intercomunale del comprensorio fiorentino (1965), pubblicò il saggio Traffico e forma urbana in cui si andavano a delineare le basi di quello che sarà uno degli interessi del suo operare. Nel 1967 realizzò il progetto sperimentale per l'asse attrezzato di scorrimento, promosso dal Centro studi Nicola Pistelli; del 1968 il progetto per il ponte viadotto presso le Cascine all'Indiano, oggetto di un concorso appalto vinto in collaborazione con Adriano Montemagni. In questi anni ebbe studio in via Vanini insieme ad Adriano Montemagni, dopo aver lasciato la cantina di via del Romito dove aveva svolto i suoi primi lavori.
Tra il 1968 e il 1969 soggiornò nuovamente negli Stati Uniti, come visiting professor presso l'Università dell'Illinois e presso il Center for Advanced Study della stessa università. Al rientro in Italia pubblicò nel 1970 presso l'editore Laterza il volume L'immagine della città da Sparta a Las Vegas. Fu docente di disegno del territorio, di urbanistica e di progettazione urbanistica nella facoltà di architettura di Firenze, poi professore ordinario dal 1981. La sua attività spaziava dalla teoria alla storia alla pratica dell'architettura, attraverso la partecipazione a numerosi concorsi: al 1972 risale il progetto "Amalasunta", vincitore del concorso internazionale per la nuova università di Firenze, in gruppo con Edoardo Detti, Vittorio Gregotti e altri; del 1979 il progetto per un parco museo a Pistoia; del 1981 il concorso per la nuova stazione di Bologna; del 1987 il progetto per il recupero dell'ex carcere delle Murate. Dal 1976 al 1980 pubblicò presso l'editore Laterza i volumi della Storia dell'urbanistica e Antologia di urbanistica; fra gli altri suoi numerosi scritti, sempre per l'editore Laterza, il volume Rimini nella collana Le città nella storia d'Italia (1982). Tenne lezioni presso numerose università in Europa e negli Stati Uniti e nel biennio 1982-1984 fu docente di Théorie et Histoire Urbaine presso l'Haute École du paysage, d'ingénierie et d'architecture di Ginevra.
Partecipò a vari progetti di architettura e urbanistica in collaborazione con la cooperativa Arcoprogetti formata dagli architetti Benedetto Di Cristina, Donatella Donatini, Gabriele Faieta, Massimo Gennari, Marco Massa, Anna Olivetti, dal geometra Mario Gennari e per un certo periodo dall'architetto Stefano Chieffi. Tra i lavori di questo periodo, il recupero ambientale della valle dell'Arbia e il PEEP per la zona di Taverne d'Arbia (1981), il Piano regolatore generale di San Giovanni Valdarno (1981-83), la seconda circonvallazione urbana e la nuova stazione ferroviaria ai Macelli a Firenze (1984). Nel 1982 fu incaricato insieme a Gianfranco Di Pietro e a Marco Dezzi Bardeschi degli studi per il recupero dello Spedale di Santa Maria della Scala a Siena. Dal 1985 al 1987 insieme a Gabriele Faieta e Anna Olivetti ricevette dalla Società Fondiaria l'incarico di redigere il piano per il nuovo insediamento a Castello.
Nel 1987, in occasione del centenario della nascita di Le Corbusier, curò in collaborazione con Giuliano Gresleri la mostra "Le Corbusier. Il viaggio in Toscana 1907", tenuta alla sala Bianca di Palazzo Pitti e il catalogo pubblicato da Marsilio.

## Pubblicazioni (parziale)
Tra le sue pubblicazioni si ricordano:
- Traffico e forma urbana, Firenze, CLUSF, 1967
- L'immagine della città da Sparta a Las Vegas, Bari, Laterza, 1970 (2ª ed. 1991)
- Storia dell'urbanistica, Bari, Laterza, 1976-1978
- Firenze: la questione urbanistica. Scritti e contributi 1945-1975, Firenze, Sansoni, 1982
- Scritti e progetti per Firenze 1963-1988, Venezia, Marsilio, 1989
- Firenze. Profilo di storia urbana, Firenze, Alinea, 1995
- Fiordaliso addio. Saggi autobiografici su Firenze, Lucca, Maria Pacini Fazzi, 2000
- Frammenti di un discorso sull'architettura e la città, Napoli, ESI, 2002